# Lamprologus callipterus
 Lamprologus callipterus  ist ein im ostafrikanischen Tanganjikasee endemisch vorkommender Buntbarsch.

## Beschreibung
Die Fische sind langgestreckt und der Rumpf ist mehr als dreimal so lang wie der Kopf. Sie sind grau-gelblich bis olivgelb gefärbt. Die Flossen sind grau, große Teile der Rückenflosse und die Schwanzflosse sind mit Punkten gemustert. Die Rückenflosse und der obere Rand der Schwanzflosse sind dunkel gesäumt. Auffälligstes Merkmal von Lamprologus callipterus ist der extreme Geschlechtsdimorphismus hinsichtlich der Größe. Männchen können eine Länge von 15 bis 16 cm erreichen, während die Weibchen nur 4,5 bis 6,5 cm lang werden. Neben den normal großen Männchen gibt es auch Zwergmännchen, die nur die Größe der Weibchen erreichen.
- Schuppenformel 35–37 (SL)[1]

## Lebensweise
Lamprologus callipterus ist im gesamten See verbreitet und lebt dort im Übergangsbereich zwischen Fels- und Geröll- und Sandzone. Die Fische sind gefräßig und ernähren sich vor allem von kleinen Krebstieren. Die großen Männchen bilden außerhalb ihrer im Durchschnitt 33 Tage dauernden Reproduktionszeit große Schwärme, die auf Nahrungssuche gemeinsam und sehr schnell schwimmend herumstreifen. Dabei kauen sie den Sand durch oder suchen im Aufwuchs der Felsen nach Kleintieren. Auch die Gelege anderer, substratlaichender Buntbarsche werden geplündert, selbst die des 65 bis 70 cm lang werdenden Boulengerochromis microlepis, der größten Buntbarschart im Tanganjikasee.
Zur Fortpflanzung graben die revier- und haremsbildendenden großen Männchen flache Gruben in den Sandboden in die sie zahlreiche (bis zu 200) leere Schneckengehäuse (Gattung Neothauma) bringen, die den Weibchen als Bruthöhle dienen. Die Weibchen legen ihre Eier auf die Innenseite der Schneckengehäuse; die Männchen besamen das Gelege von außen, da sie zu groß für das Schneckengehäuse sind. Da sie von den größeren Männchen nicht als Männchen erkannt werden, können die Zwergmännchen unbemerkt in die Laichgrube des größeren Konkurrenten eindringen und ebenfalls dort abgelegte Eier besamen. Von der Eiablage bis zum Freischwimmen der Jungfische vergehen etwa 10 bis 14 Tage. Während dieser Zeit werden Eier, Larven und Jungfische vom Weibchen betreut. In den großen Ansammlungen von Schneckengehäusen brütet hin und wieder auch der Schneckenbuntbarsch Neolamprologus multifasciatus, ein Verwandter, bei dem die Weibchen und alle Männchen kleinwüchsig sind.

## Systematik
Lamprologus callipterus wurde im Jahr 1906 durch den belgisch-britischen Ichthyologen George Albert Boulenger erstmals wissenschaftlich beschrieben. Der Holotyp ist ein Männchen, das am kongolesischen Ufer des Tanganjikasees in der damaligen Kolonie Belgisch Kongo gefangen wurde. In der gleichen Publikation beschrieb Boulenger einen kleineren Buntbarsch und gab ihm die Bezeichnung Lamprologus reticulatus. Erst im Jahr 1946 fand der belgische Ichthyologe Max Poll heraus, dass es sich bei dem kleineren Buntbarsch um die Weibchen von Lamprologus callipterus handelt. Lamprologus reticulatus wurde daraufhin zu einem Synonym von L. callipterus.
Lamprologus callipterus ist nicht sehr nah mit Lamprologus congoensis, der im unteren Kongo lebenden Typusart der Gattung Lamprologus verwandt, sondern bildet mit dem Tanganjika-Schneckenbarsch (Lamprologus ocellatus), Neolamprologus fasciatus und den Arten der Gattung Altolamprologus eine monophyletische Klade innerhalb der Tribus Lamprologini.